# تحصیل دومیل
تحصیل دومیل (به انگلیسی: Domel Tehsil) یک منطقه در پاکستان است که در ناحیه اتک واقع شده‌است. تحصیل دومیل ۲۰۹٬۳۸۸ نفر جمعیت دارد.